# لورا هری‌یر
لورا هری‌یر (به انگلیسی: Laura Harrier؛ زادهٔ ۲۸ مارس ۱۹۹۰) یک هنرپیشه و مدل اهل ایالات متحده آمریکا است.

## خانواده
لورا هری‌یر در ۲۸ مارس ۱۹۹۰ در شیکاگو، ایلینوی زاده شد. پدرش تموجین هری‌یر آمریکایی-آفریقایی و مادرش لیندا ساگان اصالتی لهستانی-انگلیسی دارد. پدر او کارمند بیمه و مادرش کارشناس گفتار درمانی است. او یک برادر کوچکتر به نام ویلیام دارد. پدربزرگ پدری‌اش، جی.واکسوم پیکت وزیر برجسته و خیر بود. لورا هری‌یر تا سه سالگی اختلال گفتاری داشت که مادرش او را درمان کرد و برای افزایش اعتماد به نفس در کلاس‌های بازیگری شرکت کرد.

## حرفه
لورا هری‌یر در دبیرستان شهر اوانستون به تحصیل پرداخت. او که به دنیای مد علاقه‌مند بود در ۱۷ سالگی به‌واسطه دوست مادرش، وارد عرصه مدلینگ شد. پس از فارغ التحصیلی از دبیرستان در سال ۲۰۰۸ برای تحصیل در رشته هنر در دانشکده هنر گالاتین به نیویورک نقل مکان کرد. او در طی حرفه مدلینگ خود توسط چندین آژانس معتبر از جمله آی‌ام‌جی مادلز و ویلهلمینا مادلز حمایت شد. وی پس از حضور در چندین فیلم تبلیغاتی و دانشجویی تصمیم گرفت بازیگری را به طور حرفه ای دنبال کند و به مدت دو سال در ویلیام اسپر استودیو به تحصیل بازیگری پرداخت که در سال ۲۰۱۵ فارغ‌التحصیل شد.
در سال ۲۰۱۳ در حالیکه مشغول تحصیل بود، در سریال یک زندگی برای زندگی کردن به عنوان نقش اصلی انتخاب شد، بازی او مورد تحسین منتقدان قرار گرفت. پس از آن به عنوان بازیگر مهمان در مجموعه تلویزیونی فراموش نشدنی به ایفای نقش پرداخت. او در سال ۲۰۱۴ و با بازی در فیلم پنج سال گذشته وارد عرصه سینما شد. در سال ۲۰۱۶ او برای ایفای نقش لیز آلن (معشوقه پیتر پارکر) در فیلم مرد عنکبوتی: بازگشت به خانه انتخاب شد، فیلمی که با موفقیت قابل توجهی در گیشه همراه بود و نقدهای مثبتی دریافت کرد. او پس بازی در این نقش به شهرت دست یافت. در ژوئن سال ۲۰۱۷ اعلام شد که هری‌یر بازیگر نقش مقابل مایکل بی.جردن در فیلم تلویزیونی فارنهایت ۴۵۱خواهد بود اما شخصیت او به دلیل مناسب نبودن با خط داستان حذف شد.
هری‌یر در سال ۲۰۱۸ و در فیلم بلکککلنزمن با بازیگرانی همچون جان دیوید واشنگتن و آدام درایور همبازی شد. بازی او در نقش پاتریس در فیلم بلکککلنزمن مورد تحسین منتقدان قرار گرفت. فیلم نیز با تحسین منتقدان همراه بود و توانست در ۶ رشته نامزد جایزه اسکار شود.

## زندگی شخصی
لورا هری‌یر از هشت سالگی گیاه‌خوار بوده است. او پس از فارغ التحصیلی از دبیرستان در سال ۲۰۰۸ به نیویورک نقل‌مکان کرد و در سال ۲۰۱۹ به لس آنجلس نقل مکان کرد.
هری‌یر یکی از حامیان هنر است، همچنین او طرفدار حقوق مدنی است و از موضوعاتی مانند فمینیسم، تراجنسیتی،کنترل اسلحه، برابری جنسیتی و حقوق رنگین‌پوستان حمایت می‌کند و از شبکه های اجتماعی خود برای آگاه سازی استفاده می‌کند.
لورا هری‌یر از سال ۲۰۱۸ تا اوایل سال ۲۰۲۰ با کلی تامپسون بازیکن بسکتبال در رابطه بود.

## فیلم‌شناسی

### سینما

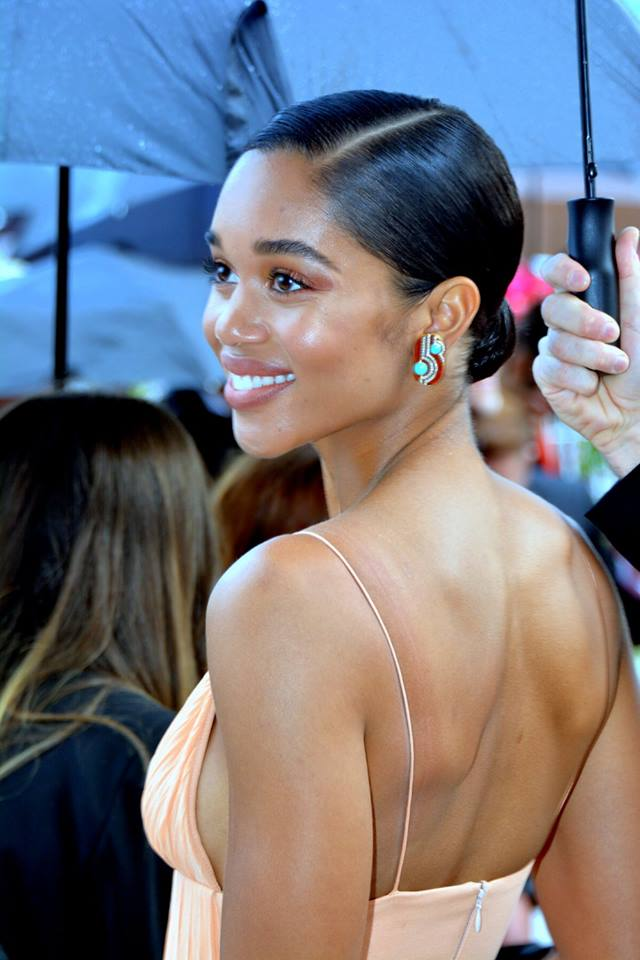
لورا هری‌یر در جشنواره فیلم کن ۲۰۱۸

| سال  | فیلم                        | نقش          | توضیح      |
| ---- | --------------------------- | ------------ | ---------- |
| ۲۰۱۴ | پنج سال آخر                 | زن خطی       |            |
| ۲۰۱۶ | واقعی‌ترین واقعیت            | ابی          | فیلم کوتاه |
| ۲۰۱۷ | مرد عنکبوتی: بازگشت به خانه | لیز آلن      |            |
| ۲۰۱۸ | بلکککلنزمن                  | پاتریس دوماس |            |
| ۲۰۲۱ | بایوس                       |              | پس‌تولید    |
| ۲۰۲۱ | سار                         |              | پس‌تولید    |

### تلویزیون
| سال  | نام                      | نقش            | توضیح        |
| ---- | ------------------------ | -------------- | ------------ |
| ۲۰۱۳ | یک زندگی برای زندگی کردن | دستاینی ایوانز |              |
| ۲۰۱۴ | فراموش نشدنی             | آمبر           |              |
| ۲۰۱۸ | فارنهایت ۴۵۱             | میلی           | سکانس حذف‌شده |
| ۲۰۲۰ | هالیوود                  | کامیلا         |              |

## جوایز
| سال  | فیلم       | جایزه                                               | نتیجه    |
| ---- | ---------- | --------------------------------------------------- | -------- |
| ۲۰۱۹ | بلکککلنزمن | جایزه بلک ریل برای عملکرد برجسته بازیگر زن          | نامزدشده |
| ۲۰۱۹ | بلکککلنزمن | جایزه انجمن بازیگران فیلم برای عملکرد برجسته بازیگر | نامزدشده |